# Enric Castelló Cogollos
Enric Castelló Cogollos (Carcaixent, Ribera Alta, 13 de juny de 1973) és un periodista i professor dels estudis de Comunicació de la Universitat Rovira i Virgili.
Va cursar estudis de Ciències de la Informació a la Universitat Autònoma de Barcelona on es va doctorar l'any 2005 amb una tesi sobre les sèries de ficció a Televisió de Catalunya. Ha estat investigador convidat a la Glasgow Caledonian University (Glasgow, Escòcia) i a la Loughborough University. Va ser professor consultor a la Universitat Oberta de Catalunya. Va treballar i col·laborar amb diversos mitjans de comunicació, entre els quals La Vanguardia Digital. Va ser cofundador i editor principal de la revista acadèmica especialitzada en comunicació i estudis culturals Catalan Journal of Communication & Cultural Studies, publicada per l'editorial britànica Intellect Books. Ha escrit articles acadèmics en diverses revistes internacionals entre les quals European Journal of Communication (Article of the Year Award, 2007), Media, Culture & Society, Journalism o European Journal of Cultural Studies.

## Obres de ficció
- Tronada d'estiu, (1996)

## Assaig
- Comunicación y ser de la organización[2] (2019). Tirant lo Blanch Humanidades. València.
- The Nation on Screen. Discourses of the National on Global Television[3] Cambridge Scholarship Publishing (co-editat amb Alexander Dhoest i Hugh O'Donnell, 2009)
- Identidades mediáticas. Introducción a las teorías, métodos y casos[4] (Ediuoc, 2008)
- Sèries de ficció i construcció nacional,[5] Publicacions URV, (2005)